# Rat'i Andronik'ashvili
Rat'i Andronik'ashvili (in georgiano რატი ანდრონიკაშვილი?; Tbilisi, 23 marzo 2001) è un cestista georgiano, di formazione spagnola.